# Karel Nasavsko-Usingenský
Karel Nasavsko-Usingenský (31. prosince 1712, Usingen – 21. června 1775, Biebrich) byl od roku 1718 nasavsko-usingenským knížetem.

## Život
Karel se narodil v Usingenu jako syn Viléma Jindřicha Nasavsko-Usingenského a jeho manželky Šarloty Amálie Nasavsko-Dillenburské.
Jeho otec zemřel v roce 1718, když byl Karel ještě nezletilý. Jeho matka vládla za něj a jeho mladšího bratra Viléma Jindřicha jako regentka. V roce 1728 Karel zdědil po svém vzdáleném bratranci Fridrichu Ludvíkovi hrabství Nasavsko-Ottweilerské, Nasavsko-Idsteinské a Nasavsko-Saarbrückenské. Tato hrabství byla připojena k Nasavsko-Usingenskému hrabství.
V roce 1734 jej císař Karel VI. prohlásil za plnoletého. V roce 1735 si s bratrem Vilémem Jindřichem rozdělil dědictví. Karel obdržel Usingen, Idstein, Wiesbaden a Lahr; Vilém Jindřich Nasavsko-Saarbrückensko a některá menší území. Karel se pak přestěhoval ze své rezidence v Usingenu v Taunusu na zámek Biebrich v Biebrichu a pokračoval v progresivní politice své matky.

## Manželství a potomci
26. prosince 1734 se dvaadvacetiletý Karel oženil s o rok starší Kristýnou Vilemínou Sasko-Eisenašskou, dcerou vévody Jana Viléma III. Z manželství se narodily čtyři děti:
- 1. Karel Vilém Nasavsko-Usingenský (9. 11. 1735 Usingen – 17. 5. 1803 Biebrich), od roku 1775 kníže nasavsko-usingenský, titulární kníže nasavsko-saarbrückenský
  - ⚭ 1760 Karolina Felizitas Leiningensko-Dagsburská (22. 5. 1734 Heidesheim – 8. 5. 1810 Frankfurt nad Mohanem)
- 2. Kristýna Nasavsko-Usingenská (17. 12. 1736 – 19. 12. 1741)
- 3. Fridrich August Nasavsko-Usingenský (23. 4. 1738 Usingen – 24. 3. 1816 Biebrich), kníže nasavsko-usingenský od roku 1803 až do své smrti
  - ⚭ 1775 Luisa Waldecko-Pyrmontská (29. 1.  1751 Bad Arolsen – 17. 11. 1816 Frankfurt nad Mohanem)
- 4. Jan Adolf Nasavsko-Usingenský (17. 7. 1740 Biebrich – 10. 12. 1793 Wiesbaden), generál, svobodný a bezdětný

Ze svého druhého, morganatického manželství s Magdalénou Grossovou z Wiesbadenu, měl Karel také čtyři děti:
- 1. Filipa Kateřina z Biebrichu (17. 5. 1744 Idstein – 17. 7. 1798)
  - ⚭ 1773 baron Karl Friedrich von Kruse (22. 11. 1737 Schotten – 9. 3. 1806 Wiesbaden)
- 2. Karel Filip z Biebrichu (25. 3. 1746 Biebrich – 15. 8. 1789 Wiesbaden), 1. hrabě z Weilnau
- 3. Žofie Kristýna z Biebrichu (20. 6. 1750 – 16. 11. 1750)
- 4. Vilém Jindřich z Biebrichu (15. 2. 1755 – 6. 4. 1755)